# 第28師団 (日本軍)
第28師団（だいにじゅうはちしだん）は、大日本帝国陸軍の師団の一つ。

## 沿革
- 1940年（昭和15年）
  - 7月10日：関東軍直轄部隊として満州の新京で編成され、ハルピン・チチハルで警備に当る[1][2]。
  - 11月19日：師団制毒訓練所 編成
- 1941年（昭和16年）
  - 8月：関東軍特種演習で動員。高定員準戦時編成。
    - 2～5日：砲兵団司令部.防疫給水部.師団制毒隊.衛生隊.第1野戦病院.兵器勤務隊.病馬廠を動員編成。
    - 28.29日：内地編成の第2.第3.第4野戦病院到着編合。
    - 関東軍直轄、北満東満用機動予備。湿地突破、トーチカ攻略訓練[1]。

  - 12月8日：対米開戦。関東軍兵団は静謐保持下令[1]。
- 1942年（昭和17年）
  - 11月25日：在満師団は駐屯体制に復帰、編成縮小[1]。師団制毒隊.衛生隊.兵器勤務隊.病馬廠.第1～第4野戦病院を復員復帰。
- 1943年（昭和18年）
  - 9月　 ：絶対国防圏設定。当初は支那より兵力転用を企図するも、全般状況より満州駐留部隊から南方への転用が始まる。
- 1944年（昭和19年）
  - 1月11日：第28歩兵団司令部を復帰。
  - 6月15日：連合国軍がサイパンに上陸。絶対国防圏要石であるサイパン奪還作戦のため、第28師団の歩兵第36連隊は派遣されるが、サイパン守備隊は玉砕し作戦中止、師団へ復帰。
  - 6月26日：師団主力は南西諸島に転用され、第32軍戦闘序列に編入。宮古島･石垣島方面防衛を担当。この地域の部隊をまとめる「先島集団」が設けられ師団長は司令官に就任[1][3]。
- 1945年（昭和20年）
  - 4月1日：連合国軍は、宮古･石垣島を越え直接沖縄本島に上陸。
  - 8月15日：師団は先島諸島上防御を整えていたが、交戦することなく終戦を迎える。
  - 9月7日：師団の上級司令部である第32軍の幹部は何れも沖縄戦に於いて自決していたので、第28師団長納見敏郎中将が連合国軍に対する降伏文書に調印。納見師団長は部下将兵復員の目処がたった同年12月13日自決。

## 師団概要

### 歴代師団長
- 石黒貞蔵 中将：1940年（昭和15年）8月1日 - 1943年（昭和18年）3月1日
- 櫛淵鍹一 中将：1943年（昭和18年）3月1日 - 1945年（昭和20年）1月12日
- 納見敏郎 中将：1945年（昭和20年）1月12日 - 終戦

### 歴代参謀長
- 浅野克己 歩兵大佐：1940年（昭和15年）8月1日[4] - 1941年10月31日[5]
- 福地春男 大佐：1941年（昭和16年）10月31日 - 1945年2月1日[6]
- 一瀬寿 大佐：1945年（昭和20年）2月1日 - 終戦[7]

### 最終所属部隊
- 歩兵第3連隊（東京）：衿土軍大佐
- 歩兵第30連隊（高田）：富沢国松大佐
- 歩兵第36連隊（鯖江）：田村権一大佐
- 騎兵第28連隊：上田巌大佐
- 山砲兵第28連隊：梶松二郎大佐
- 工兵第28連隊：外賀猶一大佐
- 輜重兵第28連隊：宮川正少佐
- 第28師団通信隊：国武達雄少佐
- 第28師団兵器修理所：藤本武輝大尉
- 第28師団第2野戦病院：三好祝二軍医大尉（＊ 昭和19.11.3：南方派遣により東京で動員.編合。半部大東島.半部伊良部。）
- 第28師団第3野戦病院：横井忠男軍医大尉（＊ 昭和19.11.3：南方派遣により東京で動員.編合。）
- 第28師団第4野戦病院：辻義春軍医少佐（＊ 昭和19.10.30：南方派遣により佐倉で動員.編合。）
- 第28師団防疫給水部：石塚政夫軍医少佐
- 第28師団制毒訓練所：那須憲三少佐
- 第28師団病馬廠：保坂斯道獣医大尉